# Hilara tiefii
Hilara tiefii är en tvåvingeart som beskrevs av Gabriel Strobl 1892. Hilara tiefii ingår i släktet Hilara och familjen dansflugor. Inga underarter finns listade i Catalogue of Life.